# Soilwork
Soilwork (англ.) («Новое начало») — шведская группа из Хельсингборга, основанная в 1996 году. В настоящее время сотрудничает с известным лейблом Nuclear Blast.

## История

### Образование ансамбля: «Steelbath Suicide» и «The Chainheart Machine»
Группа Soilwork была образована в 1996 году и поначалу своей карьеры носила название Inferior Breed (англ. низменная порода). Как объяснил вокалист группы Бьорн Стрид — их саунд в то время находился под влиянием таких известных коллективов как Pantera, Meshuggah и Carcass.
В конце 1996 года коллектив поменял название на нынешнее, что в музыкальном плане ознаменовалось сменой направления на более мелодичную музыку. Именно в это время была написана первая демонстрационная запись группы, которая получила название «In Dreams We Fall into the Eternal Lake», увидевшая свет в начале 1997 года. Перед началом записи коллектив покидает бас-гитарист Карл-Гюстав Дёс и все партии этого инструмента прописывает гитарист Питер Вичерз.
Свежеиспечёная копия демозаписи попала в руки Майклу Эммотту — гитаристу известного шведского дет-метал коллектива Arch Enemy, который имел свою звукозаписывающую студию в городе Хельсингборг и он, прослушав её, рекомендовал ребят из Soilwork звукозаписывающему лейблу Listenable, специализирующимся на записи молодых метал-групп.
В 1998 году, с приходом в группу бас-гитариста Ола Флинка и клавишника Карлоса Хольмберга, ребята отправляются в студию для записи своего дебютного альбома, который увидел свет в мае и получил название «Steelbath Suicide». Выход пластинки повлёк за собой некоторые разногласия в коллективе, в результате которых Soilwork покидают гитарист Людвиг Шварц и барабанщик Джимми Пёрсон, а вместо них приходят молодые талантливые музыканты — Ола Френнинг (являющийся дядей гитаристу Питеру Вичерзу) и Генри Ранта соответственно.
В обновлённом составе Soilwork отправляются в своё первое турне с такими коллективами как Darkane, Naglfar и дет-металлистами из Бразилии — Krisiun. После завершения турне, в феврале 2000 года, восьмого числа, выходит в свет второй полноформатный альбом группы под названием «The Chainheart Machine», который открыл музыке группы новые, доселе невиданные перспективы. Альбом получает очень хвалебные отзывы критиков, что привело в итоге к подписанию контракта с немецким мейджор-лейблом Nuclear Blast, специализирующимся на европейской метал-музыке. Новоиспечёный контракт позволяет ребятам отправиться в турне со звёздами дет-метал-сцены — такими группами как Defleshed, Cannibal Corpse и Dark Tranquillity.

### Становление ансамбля: «A Predator’s Portrait» и «Natural Born Chaos»
После окончания тура в поддержку своего второго альбома, Soilwork возвращаются в студию для записи третьего полноформатного альбома, который в итоге получил название «A Predator’s Portrait». Официально он поступил в открытую продажу 20 февраля 2001 года и сразу обратил на себя внимание метал-общественности как высоко содержательный релиз, позволивший группе выйти в авангард мелодичной дет-метал-сцены. Сразу после большого успеха, связанного с выходом альбома, коллектив отправляется в очередной тур с группами Annihilator и Nevermore, а также выступает на открытом фестивале рок-музыки в Германии «Wacken Open Air Festival», который проводится ежегодно на севере страны в городе Ваккен.
Завершив очередной этап концертной деятельности в конце 2001 года и значительно прибавив в популярности, ребята отправляются в студию, чтобы записать свой четвёртый студийный релиз уже под руководством известного продюсера Девина Таунсенда из группы Strapping Young Lad и Фредрика Нордстрёма. Альбом получает название «Natural Born Chaos» и выходит 25 марта 2002 года. Он широко обсуждается общественностью и критиками в восхвалительных тонах, явно привнёсший в мир тяжёлой музыки более свежее, модерновое звучание с обилием интересных гитарных риффов и клавишных партий, сложных припевов в сочетании с брутальным горловым вокалом, которые окончательно очертили направление в развитии группы как modern death metal и дали картину фирменному саунду группы.
В поддержку своего нового альбома коллектив отправляется в тур по европе, а также впервые выступает на американской земле с такими группами как Hypocrisy, Scar Culture и Killswitch Engage. Завершается этап концертной деятельности феерическим выступлением с легендами melodic death metal сцены — группой In Flames.

### Широкий успех: «Figure Number Five»
Пятый альбом поступил в разработку в декабре 2002 года. Записывали его ребята с перерывом на майский тур по Европе, в котором группа делила сцену с финской мелодик дет-метал-группой Children of Bodom и американской металкор-группой Shadows Fall. Альбом увидел свет 6 мая 2003 года под названием «Figure Number Five», который в итоге получился самым мелодичным релизом группы на сегодняшний момент времени с большим разнообразием клавишных партий и эффектов, а также плотных риффованых гитар.
В начале июня группу покидает барабанщик Генри Ранта, чтобы уделить время обустройству своей личной жизни. Фанаты группы негативно восприняли эту новость, поскольку Генри Ранта успел зарекомендовать себя с хорошей стороны как полностью профессиональный и талантливый барабанщик. В период его отсутствия его временно занимает сессионный музыкант Ричард Эвенсанд. В таком составе группа отправляется в турне по Северной Америке вместе с In Flames, Chimaira и Unearth.
В сентябре 2003-го Soilwork уезжают с концертами в страну восходящего солнца вместе с финским коллективом Children of Bodom. После тура по Японии они дают несколько концертов в Австралии и потом отправляются в Северную Америку, чтобы отыграть серию концертов вместе с Chimaira, As I Lay Dying и Bleeding Through. В Североамериканском турне за барабанной установкой место занял барабанщик группы Chimaira — Арнольд Херрик, ненадолго покинувший свой коллектив.
В начале 2004 года Бьорн Стрид отметился в работе над записью альбома "Fragments of D-generation итальянской melodic death metal группы Disarmonia Mundi, исполнив партии вокала в нескольких композициях. В течение апреля группа продлевает свой контракт с метал-лейблом Nuclear Blast и отправляется в тур по Австралии с группами Anthrax, Embodiment и Killswitch Engage. В середине 2004 года Soilwork Дают концерты по Японии в компании с Dark Tranquillity.

### Большая популярность: «Stabbing the Drama»
Свой новый альбом под лаконичным названием «Stabbing the Drama» группа записывала сразу в нескольких студиях. Запись началась 14 сентября 2004 года в «Dug Out Studios», а закончилась сведением и мастерингом на студии «Fascination Street Studios». Приготовленный в собственном соку, альбом увидел прилавки магазинов рано утром 8 марта 2005 года.
Альбом стартовал в чартах Финляндии на 19 позиции, в Швеции альбом достиг 14 позиции. Также он имел небольшой коммерческий успех в США, где альбом достиг 12 и 21 позиции в чартах «Billboard» и «Independent album charts» соответственно. Имея очень хорошие показатели продаж по всему миру, «Stabbing the Drama» способствовал укреплению популярности, достигнутой после выхода знаменитого релиза 2003 года "Figure Number Five".
После выхода альбома Soilwork приняли участие в ежегодном американском фестивале тяжёлой музыки «Ozzfest», где им было отведено место на второй сцене, а после фестиваля в ноябре группа набирает очки популярности по Америке со звездами индустриального метала Fear Factory, которые только что выпустили свой новый альбом под названием «Transgression».
В конце 2005 года коллектив покидает, уставший от долгих продолжительных разъездов и личных проблем, Питер Вичерз. С уходом Питера Вичерза завершается «золотая эра» Soilwork, в которой они записали три своих альбома в стилистической направленности modern death metal. В это время, пользуясь небольшим перерывом в деятельности группы, Бьорн Стрид анонсировал работу над третьим альбомом с итальянским коллективом Disarmonia Mundi под названием «Mind Tricks», увидевшим свет в 2006 году.
В мае 2006 года на замену Питеру Вичерзу приходит Даниель Антонссон, ранее участвовавший в таких коллективах как Dimension Zero и Pathos. С новым гитаристом Soilwork проводят всё лето, разъезжая по Европейским фестивалям, после чего, в сентябре, они отправляются в тур по Великобритании и Турции. Позже группа отменила концерты в Турции из-за имевших место террористических актов в стране.
В октябре всё время группа проводит путешествие по Северной Америке вместе с Darkest Hour, Mnemic и Threat Signal, последний концерт которого состоялся в марте.

### В лучах успеха: «Sworn to a Great Divide»
С марта 2006 года Soilwork начал работу над новыми композициями к седьмому студийному альбому, название которому дал «Sworn to a Great Divide». В конце июня Ола Фрэннинг анонсировал о завершении записи материала к альбому. Soilwork отправились в «Eastpak Antidote» тур вместе с группами Caliban, Sonic Syndicate и Dark Tranquillity.
Альбом вышел в свет 19 октября 2007 года на звукозаписывающем лейбле «Nuclear Blast», после чего коллектив отправился в очередной тур по Америке с такими хедлайнерами, как Lamb of God, Killswitch Engage и DevilDriver. Тур начался 28 ноября 2007 года в «Tsongas Arena», которая находится в городе Лоуэлл штата Массачусетс и закончился в «Santa Ana Star Center» в городе Альбукерке штата Нью-Мексико 17 декабря 2007 года. Турне продолжилось туром под названием «The Clash of the Titans Tour 2007» открывшееся концертом в штате Даллас, «Fort Worth metroplex».
В заявлении от 18 сентября 2008 года на официальном сайте коллектива было опубликовано сообщение о том, что Дэниел Антонссон должен быть заменён на вернувшегося в расположение группы одного из основателей коллектива Питера Вичерса. Нужно сказать, что новость о возвращении в стан группы Питера фанаты группы восприняли очень положительно.
В другом заявлении сроком от 12 февраля 2008, на официальном сайте Soilwork было сказано о том, что Ола Фрэннинг и Soilwork решили разойтись из-за разногласий в музыкальных вкусах и его место занял Сильвейн Кудрэ (ex. Scarve), заявленный изначально как сессионный гитарист на летнее турне, но так и оставшийся в группе после его завершения. Также звукозаписывающий лейбл «Listenable» объявил о грядущем переиздании первых двух альбомов Soilwork: «Steelbath Suicide» и «The Chainheart Machine». Издания вышли в специальной упаковке с обновлёнными обложками и содержат несколько бонус-треков.
В 2009 году с января месяца группа гастролирует с крупным североамериканским турне в одной обойме с Darkane, Warbringer и Swallow the Sun.

### Возвращение: «The Panic Broadcast»
Группа объявила о своём намерении вернуться в студию в 2010 году для того, чтобы сочинить свой восьмой по счёту студийный альбом под названием The Panic Broadcast c гитаристом Питером Вичерзом и Йенсом Боргеном (Opeth, Katatonia) ответственным за микширование. В мартовском интервью 2009 года Питер Вичерз пообещал, что смен состава больше не будет. Новый альбом ознаменует возвращение Питера Вичерза к группе и первый опыт работы в Soilwork гитариста Сильвейна Кудрэ, пришедшего из группы Scarve в 2008 году. Альбом вышел 2 июля 2010 года.

### «The Living Infinite»
В декабре 2011 года Soilwork приступили к работе над новым альбомом. Альбом Получил название The Living Infinite. Во время работы над новым альбомом группу в связи с «творческими разногласиями» вновь покидает Питера Вичерз. Ему на замену был ангажирован гитарист Дэвид Андерссон. До этого Андерссон время от времени гастролировал с SOILWORK с 2006 года, в последний раз — летом 2011 года, когда группа выступала на фестивалях в поддержку своего последнего альбома The Panic Broadcast.

## Состав

### Текущий состав
| Имя                 | Род деятельности | Член группы            | Остальная информация |
| ------------------- | ---------------- | ---------------------- | --- |
| Björn «Speed» Strid | Вокал            | 1995 — настоящее время | Ранее был вокалистом в группах Terror 2000 и Coldseed, участвовал в записях таких групп как Sonic Syndicate, Darkane, Disarmonia Mundi и Zero Tolerance         |
| Simon Johansson     | Электрогитара    | 2023 — настоящее время | Был гастролирующим гитаристом с 2019 года по 13 марта 2023 года, когда было объявлено, что он стал официальным участником, заменив покойного Дэвида Андерссона. |
| Sylvain Coudret     | Электрогитара    | 2008 — настоящее время | Сессионный гитарист летних фестивалей 2008 года. Официально зачислен в состав группы 18 сентября 2008 года, также играл во французской дэт-метал-группе Scarve. |
| Rasmus Ehrnborn     | Бас-гитара       | 2022 — настоящее время | Был гастролирующим басистом с 2019 года по январь 2022 года, когда его объявили официальным басистом группы.                                                    |
| Sven Karlsson       | Синтезатор       | 2001 — настоящее время | Ранее играл в группе Evergrey |
| Bastian Thusgaard   | Барабаны         | 2017 — настоящее время | Выступал с группой на протяжении двух месяцев |

### Бывшие участники
| Имя                      | Род деятельности | Время                | Дополнительная информация |
| ------------------------ | ---------------- | -------------------- | --- |
| Dirk Verbeuren           | барабаны         | 2004—2016            | Покинул группу, получив приглашение в Megadeth. |
| Ola Flink                | бас-гитара       | 1998—2015            | Покинул, чтобы сосредоточиться на других проектах. |
| Peter Wichers            | Электрогитара    | 1995—2005, 2008—2012 | Изначально ушёл из группы 11 декабря 2005 года. Был занят своим творчеством, также участвовал в записи диска Out of the Dark. Вернулся в Soilwork 18 сентября 2008 года. |
| Ola Frenning             | гитара           | 1998—2008            | Ушёл из-за разногласий в музыкальных вкусах. |
| Daniel Antonsson         | гитара           | 2006—2008            | Ранее участвовал в группах Dimension Zero и Pathos, также является действующим бас-гитаристом группы Dark Tranquillity.                                                  |
| Ludvig Svartz            | гитара           | 1995—1998            | |
| Jimmy Persson            | барабаны         | 1995—1998            | |
| Henry Ranta              | барабаны         | 1998—2003            | |
| Carlos Del Olmo Holmberg | Клавишные        | 1998—2001            | |
| Carl-Gustav Döös         | бас-гитара       | 1995—1997            | Покинул коллектив перед записью демонстрационной записи «In Dreams We Fall into the Eternal Lake».                                                                       |
| Mattias Svensson         | гитара           | 1995—1997            | Ушёл из группы после записи демо, позже присоединился к группам A Deeds Pride и Kayser.                                                                                  |

### Сессионные музыканты
| Имя              | Род деятельности | Время     | Дополнительная информация |
| ---------------- | ---------------- | --------- | --- |
| Richard Evensand | барабанщик       | 2003—2004 | Провёл тур между уходом Генри Ранты ушедшего в 2003 году и Дирком Вербайреном, пришедшим в 2004 году. Играл с такими группами как Therion, Demonoid и Chimaira. |
| Andreas Holma    | гитарист         | 2006      | Не выступал с группой в туре после ухода Питера Вичерза. |
| David Andersson  | гитарист         | 2006      | Участвовал в туре по Северной Америке 2006 года после ухода Питера Вичерза.                                                                                     |

### Приглашённые музыканты
| Имя              | Род деятельности     | Группа                                        | Дополнительная информация |
| ---------------- | -------------------- | --------------------------------------------- | --- |
| Mikael Åkerfeldt | вокалист             | Opeth                                         | Вокал на композиции «A Predator’s Portrait.» |
| Mattias Eklundh  | гитарист             | Freak Kitchen                                 | Частый гость на первых трёх альбомах, записывал соло-партии на каждом из них. Он придумал часть соло для "Machinegun Majesty, " "Wings of Domain, " и «Needlefeast.» Также записывал соло-гитару в композиции «No More Angels.» |
| Eskil Simonsson  | композитор           | Covenant                                      | Прописал семплы для «Grand Failure Anthem.» |
| Jens Broman      | композитор, вокалист | Construcdead, The Defaced, Hatelight, Darkane | Помог сочинить "Like the Average Stalker, " "Needlefeast, " "Neurotica Rampage, " и «Shadowchild.» Спел в композиции «Figure Number Five.»                                                                                      |
| Devin Townsend   | гитарист             | The Devin Townsend Band, Strapping Young Lad  | Спел на «Black Star Deceiver» и «Soilworker’s Song of the Damned.» |
| Richard Larsson  | играет на тамбурине  | Orphan Gypsy, Skyride, Sabaton                | Сыграл партию тамбурина в композиции «Brickwalker.» |

## Записи

### Альбомы
| Дата выхода      | Название                | Лейбл                    | Billboard 200 | Heatseekers | Продажи |
| ---------------- | ----------------------- | ------------------------ | ------------- | ----------- | ------- |
| Май 20, 1998     | Steelbath Suicide       | Listenable Century Media | -             | -           | -       |
| Февраль 8, 2000  | The Chainheart Machine  | Listenable Century Media | -             | -           | -       |
| Февраль 20, 2001 | A Predator's Portrait   | Nuclear Blast            | -             | -           | -       |
| Март 25, 2002    | Natural Born Chaos      | Nuclear Blast            | -             | -           | -       |
| Май 6, 2003      | Figure Number Five      | Nuclear Blast            | -             | 43          | -       |
| Март 8, 2005     | Stabbing the Drama      | Nuclear Blast            | -             | 12          | 13,000+ |
| Октябрь 19, 2007 | Sworn to a Great Divide | Nuclear Blast            | 148           | 2           | 5,100+  |
| Июнь 25, 2010    | The Panic Broadcast     | Nuclear Blast            | 88            | -           | 5,300+  |
| Февраль 27, 2013 | The Living Infinite     | Nuclear Blast            | -             | -           | -       |
| Август 28, 2015  | The Ride Majestic       | Nuclear Blast            | -             | -           | -       |
| Январь 11, 2019  | Verkligheten            | Nuclear Blast            | -             | -           | -       |
| Август 19, 2022  | Övergivenheten          | Nuclear Blast            |               |             |         |

### Demos & EPs
- (1997) In Dreams We Fall into the Eternal Lake (Demo)
- (2004) The Early Chapters (EP)
- (2014) Beyond The Infinite (EP)

### Синглы
- As We Speak (2002)
- Light the Torch (2003)
- Rejection Role (2003)
- Stabbing the Drama (2005)
- Nerve (2005)
- Exile (2007)
- Sworn to a Great Divide (2008)
- 20 More Miles (2008)
- The Panic Broadcast (2010)